# History of the American Frontier
History of the American Frontier  (en français Histoire de la frontière américaine) est un livre de Frederic L. Paxson, publié en 1924. Il a remporté en 1925 le prix Pulitzer d'histoire. L'ouvrage traite de l'histoire la conquête de l'Ouest.

## Éditions
- Frederic L. Paxson, History of the American Frontier, 1763-1893. Simon Publications. 1924,  (ISBN 978-1-931313-43-8).